# Convention de Ramsar
Pour les articles homonymes, voir Ramsar.
La convention de Ramsar, officiellement convention relative aux zones humides d'importance internationale particulièrement comme habitats des oiseaux d'eau, aussi couramment appelée convention sur les zones humides, est un traité international adopté le 2 février 1971 pour la conservation et le développement durable des zones humides, qui vise à enrayer leur dégradation ou disparition, aujourd'hui et demain, en reconnaissant leurs fonctions écologiques ainsi que leur valeur économique, culturelle, scientifique et récréative sous la désignation de site Ramsar. La convention porte le nom de la ville iranienne de Ramsar où elle est adoptée.

## Histoire
L'idée de cette convention émerge lors de la Conférence internationale du programme MAR (pour Maris, marshes, marismas) qui se tient aux Saintes-Maries-de-la-Mer en 1962, à l'initiative de l'UICN et de deux ONG – Wetlands International et Birdlife international, toutes trois devenues partenaires de l'UNESCO.
La convention est élaborée et adoptée par les nations participantes lors d'une réunion à Ramsar, ville iranienne au bord de la mer Caspienne. le 2 février 1971. Elle entre en vigueur le 21 décembre 1975.

## La convention
Le titre officiel est Convention relative aux zones humides d'importance internationale particulièrement comme habitats des oiseaux d'eau.
Elle engage les signataires à :
- tenir compte de la conservation des zones humides dans leurs plans d'aménagement, et de veiller à une utilisation « rationnelle » des zones humides ;
- inscrire des sites sur la liste Ramsar et promouvoir leur conservation ;
- préserver les zones humides inscrites ou non dans la liste Ramsar, soutenir la recherche, la formation, la gestion et la surveillance dans le domaine des zones humides ;
- coopérer avec les autres pays, notamment pour préserver ou restaurer les zones humides transfrontalières.

La liste des zones humides d'importance internationale contient, début 2009, 1 828 sites (dont 931 en Europe, soit 51 % du total en nombre et 14 % de la surface totale), représentant une surface de plus de 1,6 million de kilomètres carrés, alors qu'en 2000, il n'y en avait que 1 021. Le pays comprenant le plus de sites est le Royaume-Uni avec 169, tandis que le pays ayant la plus grande surface de zones humides listées est le Canada avec plus de 130 000 km2, dont le golfe de la Reine-Maud avec 62 800 km2.
En 2025, 173 pays (sur 192 dans le monde) ont signé la convention, contre 119 en 2000. Ils étaient 18 en 1971. Le dernier pays à avoir signé la convention est le Royaume d'Arabie saoudite en 2025. 2 122 sites ont été désignés pour une superficie totale de 205 366 160 hectares. Les pays signataires se rencontrent tous les trois ans lors d'une conférence, la première ayant eu lieu à Cagliari (Italie) en 1980. En 2025, la 15e session de la Conférence des Parties contractantes aura lieu à Victoria Falls au Zimbabwe. Les pays signataires n'ont néanmoins pas doté la convention de moyens propres et la dernière conférence des parties n'a pas trouvé de consensus pour l'intégrer au sein de l'ONU (pour des raisons d'économies financières).
Des avenants à la convention initiale sont adoptés à Paris en 1982 et à Regina en 1987.
Les parties se réunissent tous les trois ans et votent des résolutions et recommandations et, chaque année, un comité permanent composé de représentants des six régions Ramsar se réunit pour gérer la convention et prendre les décisions courantes. Ce comité et la convention s'appuient sur un secrétariat, un organe subsidiaire jouant le rôle d'un conseil scientifique (« Groupe d'évaluation scientifique et technique » ou GEST) et un autre chargé du programme de communication, d'éducation, de sensibilisation et de participation du public (CESP) et sur des organisations internationales ONG partenaires. Le secrétariat et le comité permanent de la convention se trouvent à Gland (Suisse), avec celui de l'Union mondiale pour la nature (UICN),.
Chaque année, le 2 février, en commémoration de la signature de la convention, les Journées mondiales des zones humides sont organisées par différentes associations, collectivités ou organismes d'état pour sensibiliser le grand public à ces milieux.
Ramsar contribue avec la convention de l'eau de la commission économique pour l'Europe des Nations unies au programme « Protégeons la nature pour améliorer les ressources en eau »[réf. nécessaire].

## Liste des 170 parties contractantes (en date du 16 mai 2018)

### Afrique
- Afrique du Sud
- Algérie
- Bénin
- Botswana
- Burkina Faso
- Burundi
- Cameroun
- Cap-Vert
- République démocratique du Congo
- République du Congo
- Côte d'Ivoire
- Djibouti
- Égypte
- Comores
- Gabon
- Gambie
- Ghana
- Guinée-Bissau
- Guinée
- Guinée équatoriale
- Kenya
- Lesotho
- Liberia
- Libye
- Madagascar
- Malawi
- Mali
- Maroc
- Maurice
- Mauritanie
- Mozambique
- Namibie
- Niger
- Nigeria
- Ouganda
- République centrafricaine
- Rwanda
- Sao Tomé-et-Principe
- Sénégal
- Seychelles
- Sierra Leone
- Soudan
- Soudan du Sud
- Swaziland
- Tanzanie
- Tchad
- Togo
- Tunisie
- Zambie
- Zimbabwe

### Amérique du Nord et Centrale
- Antigua-et-Barbuda
- Bahamas
- Barbade
- Belize
- Canada
- Costa Rica
- Cuba
- États-Unis
- Grenade
- Guatemala
- Honduras
- Jamaïque
- Mexique
- Nicaragua
- Panama
- République dominicaine
- Sainte-Lucie
- Salvador
- Trinité-et-Tobago

### Amérique du Sud
- Argentine
- Bolivie
- Brésil
- Chili
- Colombie
- Équateur
- Paraguay
- Pérou
- Suriname
- Uruguay
- Venezuela

### Asie
- Arménie
- Azerbaïdjan
- Bahreïn
- Bangladesh
- Bhoutan
- Birmanie
- Cambodge
- République populaire de Chine
- Corée du Nord
- Corée du Sud
- Émirats arabes unis
- Géorgie
- Inde
- Indonésie
- Irak
- Iran
- Israël
- Japon
- Jordanie
- Kazakhstan
- Kirghizistan
- Koweït
- Laos
- Liban
- Malaisie
- Mongolie
- Népal
- Oman
- Ouzbékistan
- Pakistan
- Philippines
- Russie
- Sri Lanka
- Syrie
- Tadjikistan
- Thaïlande
- Turkménistan
- Turquie
- Viêt Nam
- Yémen

### Europe
- Albanie
- Allemagne
- Andorre
- Autriche
- Belgique
- Biélorussie
- Bosnie-Herzégovine
- Bulgarie
- Chypre
- Croatie
- Danemark
- Espagne
- Estonie
- Finlande
- France
- Grèce
- Hongrie
- Irlande
- Islande
- Italie
- Lettonie
- Liechtenstein
- Lituanie
- Luxembourg
- Macédoine
- Malte
- Moldavie
- Monaco
- Monténégro
- Norvège
- Pays-Bas
- Pologne
- Portugal
- Roumanie
- Royaume-Uni
- Serbie-et-Monténégro
- Slovaquie
- Slovénie
- Suède
- Suisse
- Tchéquie
- Ukraine

### Océanie
- Australie
- Fidji
- Îles Marshall
- Kiribati
- Nouvelle-Zélande
- Palaos
- Papouasie-Nouvelle-Guinée
- Samoa
- Vanuatu

## Registre de Montreux
Le registre de Montreux recense les sites qui subissent des changements défavorables en conséquence des activités humaines.
Toute inscription sur le registre de Montreux entraîne une obligation de suivi renforcé et offre une possible assistance à la conservation de la zone humide.

## Mise en œuvre de la convention
Malgré son application quasi-universelle, la réponse nationale à ce traité est souvent tiède et inadéquate. À titre d'exemple, l'Allemagne adhère à la convention en 1976 et « à ce jour, n'a pas réussi à donner effet à la convention de Ramsar comme prévu par la constitution allemande ». Par conséquent, le traité « ne peut être appliqué et mis en œuvre en Allemagne pour les interventions de conservation » selon une étude publiée en 2022.

## Limites et difficultés
La conclusion de la 10e conférence des parties est que les pressions sur les zones humides, y compris protégées, n'ont pas diminué et que ces zones sont de plus en plus réduites et écologiquement isolées ou fragmentées. Si les zones protégées ont augmenté, le bassin-versant amont qui les alimente ne l'est généralement pas. La convention a produit une boîte à outils pour aider les décideurs dans ces cas précis, mais elle est peu utilisée. Les gestionnaires des sites ont encore des difficultés à trouver des appuis auprès de leurs collègues chargés de l'énergie et des transports, de la gestion de l'eau ou de l'agriculture alors même que ces secteurs ont un fort impact sur les zones humides[réf. nécessaire].
Selon une étude publiée en 2020, les mécanismes mis en place pour suivre l'état écologique et ses évolutions des sites Ramsar et des zones humides en général, ne remplissent pas leurs objectifs, entre autres à cause du retard des états parties à rendre leurs rapports nationaux.